# Leptura modicenotata
Leptura modicenotata là một loài bọ cánh cứng trong họ Cerambycidae.